# (6183) Viscome
(6183) Viscome est un de la ceinture principale aréocroiseur.

## Description
(6183) Viscome est un astéroïde aréocroiseur. Il présente une orbite caractérisée par un demi-grand axe de 2,31 UA, une excentricité de 0,29 et une inclinaison de 19,7° par rapport à l'écliptique.